# Source audio
Pour les articles homonymes, voir Source.
Ne doit pas être confondu avec Lecteur audio ou Source linéaire acoustique.
En audio comme en audio-vidéo, et typiquement dans une chaîne haute-fidélité, une source électroacoustique, ou source audio, est un appareil électronique qui délivre un signal musical, souvent en stéréophonie. Ce maillon électroacoustique est en général placé en amont d'un amplificateur-préamplificateur intégré ou séparé. La source est dans la plupart des cas un appareil de reproduction sonore ; les instruments de musique électroniques permettent quant à eux la création musicale, parfois la reproduction sonore, par exemple au moyen d'un séquenceur.
À partir des années 2000, grâce notamment aux progrès de l'informatique (compression de données audio…), de nouvelles sources audio domestiques et portables sont apparues ; plusieurs sources numériques complètent désormais le traditionnel lecteur CD. La généralisation de la numérisation entraîne la disparition des sources analogiques.
Certaines sources audio, telles les platines cassettes et les graveurs de disque optique, possèdent les fonctions enregistrement et lecture.

## Exemples

### Sources hifi

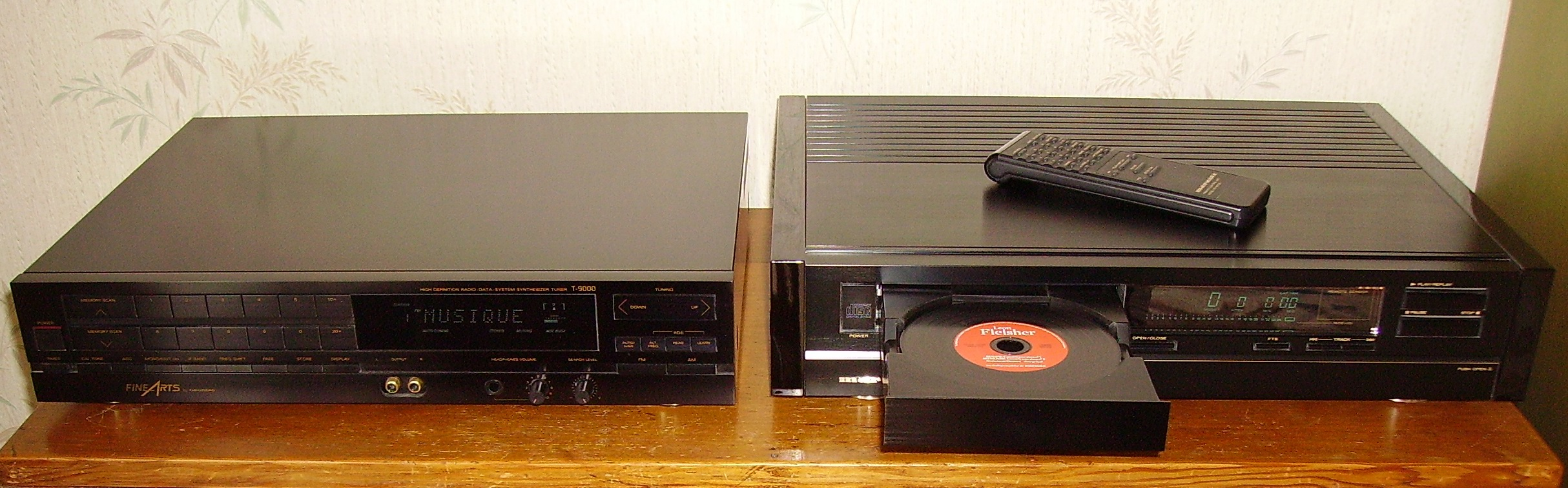
Deux sources Hi-Fi classiques : tuner et lecteur CD intégré.

Les sources suivantes sont typiques d'une chaîne hifi moderne :
- lecteur de CD audio classique, c'est-à-dire intégrant un convertisseur numérique-analogique (CNA). Quelques modèles haut de gamme comportent des tubes. Les lecteurs CD haut de gamme sont souvent compatibles SACD ;
- ou lecteur CD en deux éléments séparés : platine de lecture (appelée aussi mécanique de lecture ou unité de transport CD ; cet appareil comporte notamment la partie mécanique-optique de lecture laser de haute précision) et une sortie audio numérique, reliée à un convertisseur N/A externe (ce dernier peut lui-même être doté d'une alimentation externe, pour éviter de polluer le son par les bruits électriques qu'elle induit) ;
- tuner radio FM (équipé éventuellement du système RDS) relié à une antenne, parfois intégrés au sein même de l'amplificateur (ampli-tuner, préampli-tuner) ;
- platine tourne-disques analogique, objet d'un retour de mode certain avec la relance de la production de disques vinyle 33 tours, y compris de nouveautés, et d'un marché « vintage » actif ;
- smartphone, permettant la lecture de musique dématérialisée soit en mode analogique (en le connectant par câble audio, via sa prise casque) soit, avec des amplificateurs hifi modernes, en liaison numérique (wifi, AirPlay, etc.).

Autres sources :
- lecteur audio réseau, universel et encore peu répandu, capable de lire la musique dématérialisée contenue dans un disque dur (externe ou d'un ordinateur personnel) ou une clé USB[1]. Un tel appareil peut en général aussi accéder aux webradios, aux plateformes de streaming musical et à des fichiers audio préalablement stockés (exemples de formats lus : WAV, MP3, AAC, FLAC, WMA et AIFF) ; il peut être contrôlé par un PC, un Mac ou un simple smartphone ;
- tout ou partie de ces fonctions de lecteur audio réseau peuvent aussi être intégrées au sein même de certains des plus récents amplificateurs hifi (à l'image d'un ampli-tuner dans le domaine analogique) et lecteurs CD ;
- tuner adapté à la radio numérique terrestre DAB, DAB+ ; encore peu répandus, la DAB étant toujours en attente de déploiement et concurrencée par la montée en puissance et l'offre pléthorique de la musique en ligne. Voir HD Radio ;
- magnétophones : la platine cassette, qui utilise la cassette classique analogique et permet l'enregistrement, est en voie de disparition (il n'existe plus de production de platines cassettes) même si le support cassette connaît dernièrement un petit regain d'intérêt ;
- platines CD enregistreuses ou CD-R permettant, outre la lecture des CD audio, la gravure d'enregistrements audio sur CD-R, que la plupart des platines CD modernes peuvent lire. Bien que peu répandue, cette source reste le seul type d'enregistreur audio hifi encore produit à ce jour, et son support reste très répandu, ce qui lui donne un intérêt unique.

Sources en voie de disparition sous la pression de la musique dématérialisée : quasiment toutes les sources basées sur des supports musicaux physiques hors disque vinyle et CD, soit principalement les lecteurs de supports physiques numériques hors CD (standards abandonnés, supports neufs quasi introuvables) :
- magnétophones cassettes enregistreurs à bande magnétique : DAT et DCC ;
- lecteurs enregistreurs optiques MD ;
- lecteurs de disques optiques haute résolution DVD-Audio (concurrent du SACD).

Toutes ces sources peuvent coexister dans un même système hifi, dans la limite du nombre d'entrées audio du type ad hoc que possède l'amplificateur.
Le signal sonore issu d'une source numérique (lecteur CD, baladeur numérique, smartphone, etc.) peut être envoyé directement (par liaison numérique à fibre optique ou à câble coaxial) à un ou plusieurs amplificateurs désormais souvent dotés d'un convertisseur numérique-analogique, sans conversion.
Dans une chaîne hifi, la qualité de la source doit être aussi bonne que possible : les éléments situés en aval (amplificateur(s), enceintes, enregistreur, égaliseur, etc.) ne peuvent en aucun cas améliorer les imperfections du signal musical issu de la source. D'autre part, les divers éléments d'une chaîne Hi-Fi (support d'enregistrement, source…), les câbles (secteur, de liaisons analogique (modulation) et numérique, d'enceintes, etc.), certains accessoires (pour CD, support d'enceintes, meuble, etc.) et l'acoustique de la pièce d'écoute, ont une influence sur la restitution sonore.
Les sources étant des maillons plus complexes que les amplificateurs ou les enceintes, le « tuning » ou le Do it yourself sont réservés à des spécialistes avertis.

### Autres
- Récepteur radio (y compris le récepteur à cristal et le scanner radio), radiocassette
- Décodeur multicanal pour home cinema • 5.1
- Instruments de musique électronique : synthétiseur, instrument virtuel, échantillonneur, vocodeur, orgues (Hammond, électronique, numérique), piano Rhodes, etc.
- Autoradio
- Dictaphones analogique et numérique[1]
- Baladeurs analogique et numérique
- Générateur de son
- Téléphone mobile[1] (avec dictaphone/radio FM), smartphone, tablette tactile
- Ordinateur personnel multimédia, carte son
- Station audio-numérique
- Disque dur, disque dur multimédia
- Système audio intégré (« tout-en-un », all-in-one en anglais), exemples : ampli-tuner-lecteur CD (de haute qualité ou non), avec éventuellement des haut-parleurs et un subwoofer intégrés, une station d'accueil et un port USB. Certains combinés enregistrent les CD ou les radiodiffusions sur une clé USB.
- Enregistreur/lecteur numérique portable, fréquence d'échantillonnage jusqu'à 96 kHz (modèles Olympus, TASCAM, Zoom, etc.)
- Home studio
- etc.

### Sources audio à caractère professionnel
Les studios d'enregistrement et les grandes chaînes de radio, telles France Musique, utilisent du matériel d'excellente facture (enregistreurs/lecteurs, lecteurs, lecteurs-convertisseurs, etc.).
Les appareils exploitant des fichiers audio performants (haute résolution : 24 bits, fréquence d'échantillonnage : 192 kHz, par exemple) sont utilisés par les ingénieurs et les mélomanes audiophiles.

### Sources audio-vidéo
Les appareils suivants produisent aussi des sons : téléviseur, magnétoscope, caméscope, lecteur DVD, lecteur Blu-ray, home cinema, etc. Il existe différents standards, tels le DTS au cinéma (voir Son numérique).

## Technique

### Conception audiophile

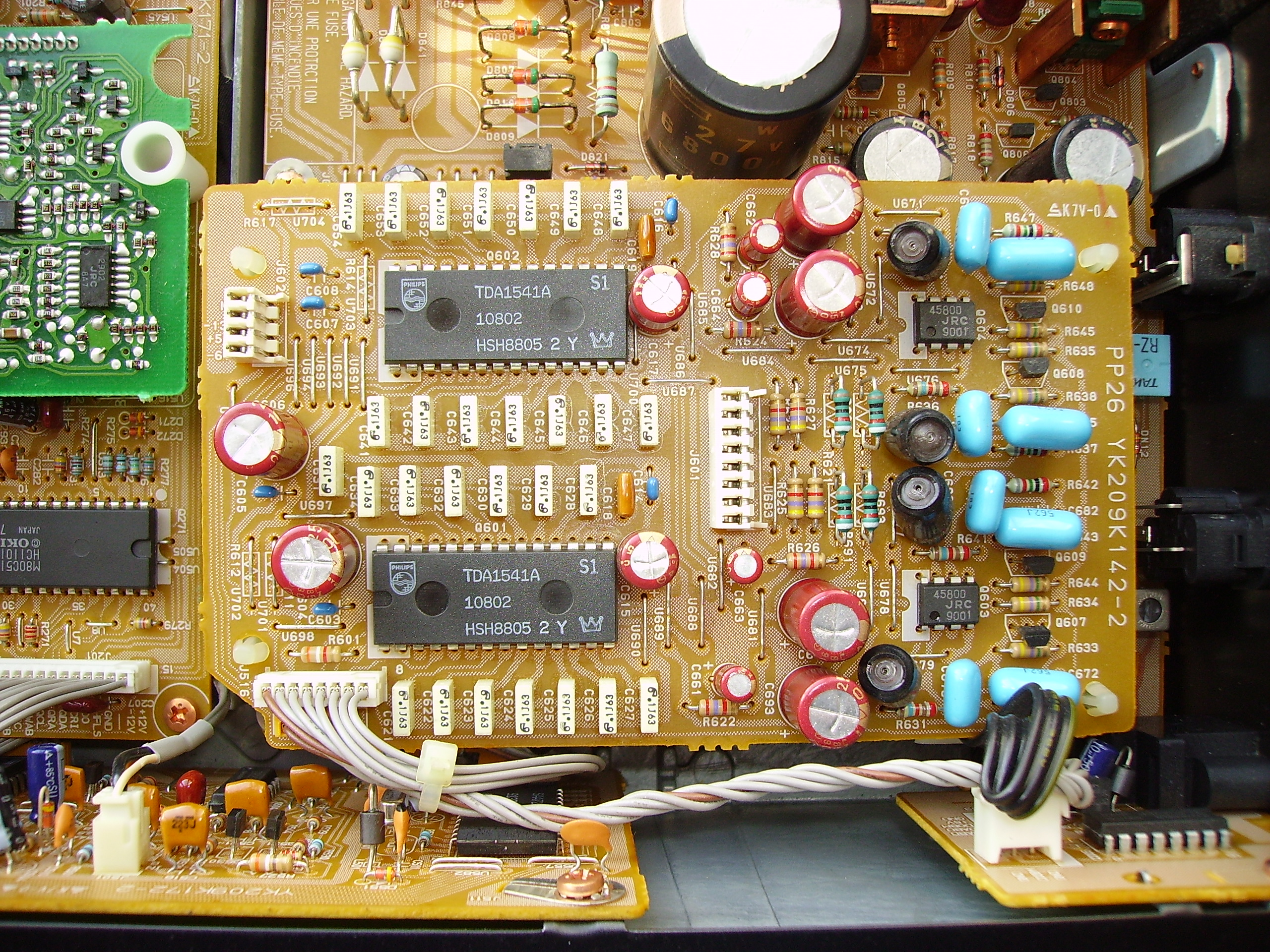
CNA sur la carte de conversion d'un lecteur CD intégré.

Concernant notamment les lecteurs intégrés et les convertisseurs séparés, certains choix techniques (composants, circuits, architecture, etc.) ont une influence sur la restitution sonore, par exemple :
- utilisation d'alimentations, de filtrages et de régulateurs dimensionnés généreusement ;
- emploi d'alimentations blindées à structure multiple pour les divers sous-ensembles (analogiques, numériques, de gestion, etc.) ; le transformateur le plus puissant alimente les étages analogiques. Les transformateurs peuvent être noyés dans une résine puis capotés (blindage) ; pour limiter leurs vibrations, un matériau amortissant peut recouvrir leur blindage ;
- utilisation de cartes spécifiques pour les sous-ensembles, séparées éventuellement par un blindage de tôle ;
- le phénomène de gigue (battements d'horloge) est néfaste ;
- pour le cas des composants, emploi :
  - de composants spéciaux pour applications audio, tels des convertisseurs de qualité et triés en performances, et des condensateurs de qualité (à feuille de cuivre, au PP…),
  - de composants à tolérances serrées,
  - d'une visserie amagnétique en cuivre.

### Connectique
Les connecteurs dorés sont répandus en Hi-Fi (très basse tension).
Raccordement : pour le cas simple d'un tuner séparé, maillon d'une chaîne Hi-Fi, le signal sonore est envoyé à l'élément en aval au moyen d'un câble de modulation composé de deux lignes identiques, une par canal audio ; on trouve les abréviations « L » (left en anglais) pour le canal gauche et « R » (right) pour le canal droit. Ce câble (comportant souvent deux ferrites) est fixé aux quatre prises RCA analogiques (correspondant au niveau ligne, abréviations « BF » (basse fréquence) en français, « AF » (en) en anglais ou « NF » (de) en allemand).

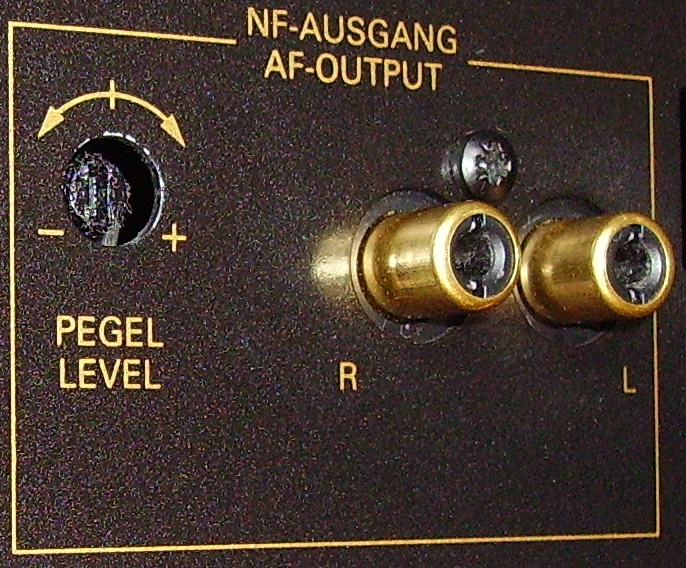
Sortie analogique à niveau variable[6] sur prise RCA d'un tuner.
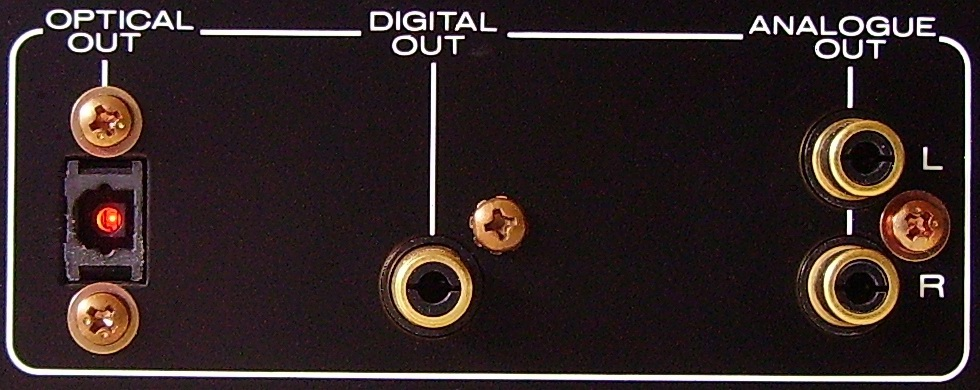
Sorties d'un lecteur CD intégré : analogique sur RCA (à droite), numérique électrique RCA[7] et numérique optique[8].

Une sortie analogique pour le casque (jack 6,35 mm ou mini-jack 3,5 mm) peut être présente, ainsi qu'une télécommande. La prise mini-jack peut aussi servir de sortie ligne ou d'entrée pour microphone externe.
Un convertisseur N/A est équipé des entrées numériques (électrique, optique) ; les normes multiplexées S/PDIF et AES/EBU peuvent être représentées en entrée et éventuellement en sortie. La qualité des entrées d'un convertisseur peut être variable, ainsi les sources les plus importantes sont à relier aux meilleures entrées. Une entrée USB peut être présente, ainsi qu'une sortie analogique pour casque. Les sorties analogiques sont asymétriques (sur prises RCA) et symétriques (sur XLR).
Outre la connectique classique RCA, un lecteur réseau peut être équipé en entrée USB, XLR, entrée et sortie S/PDIF, entrée optique, connexions Wi-Fi et Ethernet.
En Hi-Fi, les câbles secteur et d'enceintes sont à placer à distance des câbles audio. Certaines sources sont sensibles au sens de la prise secteur.
Certains appareils (tuners, lecteurs…) peuvent, par programmation, être mis en puis hors-service au moyen d'un minuteur externe.
Certains appareils mobiles (baladeurs numériques, tablettes…) utilisent un port USB mini B 2.0 pour le transfert de fichier (fichiers audio ou autres) et une carte mémoire (telle une carte microSD ou microSDHC) pour le stockage.
Les synthétiseurs et appareils similaires sont dotés de l'interface MIDI.